# Challengers (film)
Challengers är en amerikansk romantisk sport- och komedifilm från 2024. Filmen är regisserad av Luca Guadagnino efter ett manus skrivet av Justin Kuritzkes.
Filmen hade biopremiär i Sverige den 26 april 2024, utgiven av Warner Bros.

## Handling
Filmen kretsar kring tre tennisspelande vänner som lärde känna varandra redan i tonåren, och nu ska de tävla i en viktig turnering. Detta väcker liv i gamla minnen och rivalitet återuppstår.

## Rollista (i urval)
- Zendaya – Tashi Duncan
- Josh O'Connor – Patrick
- Mike Faist – Art Donaldson
- Scottie DiGiacomo – domare